# توريتا دي سيينا
توريتا دي سيينا هي بلدية في مقاطعة سيينا في منطقة توسكانا الإيطالية ، وتقع على بعد حوالي 80 كيلومترًا (50 ميلًا) جنوب شرق فلورنسا وحوالي 40 كيلومترًا (25 ميلًا) جنوب شرق سيينا.
تقع Torrita di Siena على حدود البلديات التالية: كورتونا ، مونتيبولتشانو ،.و بينزا و سينالونجا و تريكو اندا .
أهم حدث في توريتا دي سيينا هو "باليو دي سوماري" ، وهو سباق بين الحمير ، والذي يُجرى في يوم القديس يوسف (القديس شفيع توريتا) أو يوم الأحد بعد هذا التاريخ.

## تاريخ
يظهر اسم "توريتا" لأول مرة على رمز مؤرخ 1037. القلعة ، الخاضعة لسيادة جمهورية سيينا والدفاع عنها ، محمية بجدار مجهز بأبراج مربعة وأربع بوابات: بورتا باجو و بورتا جافينا و بورتا نوفا و بورتا سولي. كانت معقل سيينا المتقدم ( كاستروم ) خلال القتال ضد مونتيبولسيانو . في وقت لاحق ، في عام 1554 ، غزاها فلورنسا وخضعت منذ ذلك الحين لسلطة ميديشي .
بدءًا من بداية القرن العشرين ، شهدت توريتا دي سيينا تطورًا اقتصاديًا كبيرًا ، لا سيما في صناعة الحرف الخشبية.

## روابط خارجية
- الموقع الرسمي
- السياحة في توريتا دي سيينا نسخة محفوظة 11 يوليو 2012 على موقع واي باك مشين.

بلديات